# Sophia von Landsberg
Sophia von Landsberg (* 1258/59; † 14. oder 24. August 1318 in Weißenfels) aus dem Hause Wettin war durch Stellvertreterhochzeit die „Ehefrau“ des letzten legitimen Staufers Konradin, später in zweiter Ehe Herzogin von Glogau und schließlich Äbtissin des Klosters Weißenfels.
Sie war die Tochter des Markgrafen Dietrich von Landsberg und dessen Frau Helene von Brandenburg und somit Enkelin des Heinrich III. von Meißen, eines alten Parteigängers der Staufer. Im September 1266 wurde die erst sieben- oder achtjährige Sophia in Coburg per procurationem (symbolisch per Stellvertreter) mit dem vierzehnjährigen Staufererben Konradin verheiratet. Als Stellvertreter fungierte Konradins Vormund Herzog Ludwig der Strenge von Oberbayern, der die Ehe wohl auch arrangiert hatte. Ob Konradin persönlich anwesend war und ob sich die Ehepartner überhaupt jemals begegnet sind, ist unklar. Als Ehefrau Konradins war Sophia formal rechtmäßige Königin von Sizilien und Jerusalem und Herzogin von Schwaben. Da Konradin bereits ein Jahr später nach Italien zog und dort hingerichtet wurde, wurde die Ehe nie vollzogen. Spätere Geschichtsschreiber sprachen daher lediglich von einer Verlobung, nicht von einer Vermählung. Interessanterweise bot Konradin, als er nach der Niederlage gegen Karl von Anjou bei Giovanni Frangipani Unterschlupf suchte, diesem an, dessen Tochter zu heiraten, wenn dieser ihn dafür unterstützen würde; so berichtet zumindest der zeitgenössische Chronist Bartolomeo di Neocastro. Frangipani ging nicht darauf ein, sondern lieferte Konradin aus. 
Nach Konradins Tod 1268 heiratete Sophia 1271 den verwitweten, mehrere Jahrzehnte älteren Herzog Konrad II. von Schlesien-Glogau. Dieser wiederum starb bereits 1273/74; Sophia kehrte daraufhin zu ihren Eltern zurück und wandte sich dem religiösen Leben zu.
Auf Veranlassung Sophias und ihrer Mutter Helene stiftete ihr Vater Dietrich um 1284 das Klarissenkloster St. Claren in Weißenfels, in das sie und ihre Schwestern eintraten. Später wurde sie hier Äbtissin und übte das Amt bis zu ihrem Tod aus. 